# هیر (هرمزگان)
 هیر  روستای کوچکی از توابع  بخش مرکزی شهرستان خمیر	در شهرستان خمیر در استان هرمزگان ایران است. 

## محدوده هیر
از شمال کوه، از جنوب پدل، از مغرب کونه، و از سمت مشرق به هرا  محدود می‌گردد.

## جمعیت
دارای ۲۱۴ نفر (۴۸ خانوار)  جمعیت است
که از اهل سنت و از شاخه شافعی هستند یعنی از پیروان امام محمد ادریس شافعی هستند. 
دارای مسجد، دبستان، آب‌انبار (برکه) و درمانگاه است.

## شغل مردم روستا
شغل اهالی  کشاورزی، دامداری، و تجارت است.
دارای ۵۰۰اصله نخل دیم و ۱۰۰۰ من زمین زیر کشت دیم دارد. .